# مكتب تصنيف لحوم البقر الكندية
مكتب تصنيف لحوم البقر الكندية هي منظمة معتمدة من قبل الوكالة الكندية للتفتيش على الأغذية لمراقبة تصنيف منتجات اللحوم في كندا.